# Deutz AG
Deutz AG ([dɔʏ̯ts]) — немецкий производитель газовых и дизельных двигателей.

## История
В 1864 году изобретатель двигателя внутреннего сгорания Николаус Отто вместе с Ойгеном Лангеном основал в Кёльне первую в мире компанию по производству двигателей — «N. A. Otto & Cie». После того как в 1869 году завод был переведён в Дойц, пригород Кёльна, в 1872 году компанию переименовали в «Gasmotoren-Fabrik Deutz». 
В 1872 году на завод Отто, по производству четырехтактных двигателей, в качестве технического директора пришёл Готлиб Даймлер, через полгода к нему присоединился Вильгельм Майбах в качестве главного инженера.
К 1914 году количество работников компании составляло уже несколько тысяч.
С 1936 по 1974 год в состав компании входило предприятие Magirus, выпускавшее грузовики и автобусы под маркой Magirus-Deutz. 
В 1938 году компанию переименовали в Klockner-Humboldt-Deutz AG (KHD).
В 1974 году дочерняя фирма Magirus-Deutz была передана в состав концерна Iveco, и ныне она именуется IVECO-Magirus.
Компания получила нынешнее название Deutz AG в 1977 году.
На базе собственных двигателей дочерней компанией Deutz Power Systems GmbH выпускались электростанции единичной мощностью от 4 до 4000 кВт. В 2008 году заводу в Мангейме было возвращено название, которое он носил до того, как в 1985 году был интегрирован в группу компаний Deutz AG. В октябре 2010 года MWM GmbH (Motorenwerke Mannheim) была приобретена у Deutz AG концерном Caterpillar.
В рамках сотрудничества с российскими предприятиями на Горьковском автозаводе с 1992 года по лицензии выпускался двигатель ГАЗ-542, который в целом копировал мотор KHD F4L912, но в размерности 10,5/12 по образцу тракторных моторов Владимирского завода (устанавливался на автомобили ГАЗ-4301).

## Структура
Штаб-квартира компании находится в кёльнском районе Порц. Там же располагается центральный исследовательский центр по разработкам компактных двигателей и моторов с жидкостным охлаждением до 250 кВтв. Основным заводом компании по-прежнему является завод в кёльнском районе Дойц. Также у компании имеются завод в Ульме, завод по капитальному ремонту двигателей в Иберзе, дочерние компании в США, Испании и Китае. 